# Nivell de congelació
El nivell de congelació és el nivell de l'atmosfera on es produeix la congelació de l'aigua, és a dir l'altitud a la qual es troba la isoterma de zero graus. De vegades s'utilitza el terme «isoterma zero» o l'abreviació «isozero».
Aquest nivell no és constant sinó que pot experimentar importants variacions diàries associades a canvis sobtats de temps (més de 2.000 m en 24 h) i també estacionals. Als Països Catalans el nivell de congelació pot trobar-se a nivell del mar o fins i tot per sota alguns dies molt freds d'hivern, i ultrapassar els 5.000 m a l'estiu enmig d'intenses onades de calor.
En circumstàncies normals, per damunt del nivell de congelació la temperatura de l'aire és inferior als 0 °C i, per sota d'aquest nivell, superior als 0 °C. En certes circumstàncies es pot crear inversió tèrmica, amb aire inferior més freda que l'aire superior. El nivell de congelació s'utilitza en una gran varietat d'aplicacions meteorològiques. Si bé no s'utilitza de forma rutinària en la previsió general del temps, se sol fer servir en els butlletins meteorològics de zones muntanyoses, com que dona una indicació a partir de quina altitud la pluja pot canviar-se en neu.

## Determinació del nivell de congelació
Hi ha diversos mètodes diferents per examinar l'estructura de la temperatura de l'atmosfera:
- Una radiosonda lligada a un globus meteorològic que s'allibera a l'atmosfera per obtenir el perfil vertical de les variables meteorològiques, en particular la temperatura. Aquest és el mètode més antic i més habitual.[2]
- A partir de sensors meteorològics instal·lats en alguns avions comercials que col·laboren en programes de monitoratge de les condicions atmosfèriques.
- Indirectament, mitjançant els radiòmetres equipats en els satèl·lits meteorològics. A partir d'algorismes d'inversió de dades és possible inferir el perfil vertical de temperatures a l'atmosfera i, en particular, el nivell de congelació.
- A través de les dades dels radars meteorològics.[4] La precipitació sòlida (cristalls de gel i neu) es fon en travessar la isozero i això incrementa la seva reflectivitat que es manifesta en forma de bandes brillants en les imatges de radar.